# Синдром Макла — Уэльса
Синдром Макла — Уэльса (MWS) (иначе холодовой аутовоспалительный синдром) — это мутация в гене CIAS1 с развитием холодового аутовоспалительного синдрома. Является редким аутовоспалительным заболеванием наследственного характера (к 1998 году было описано не более 100 случаев). Преимущественно этническая распространённость — народы Северной Европы. Тип наследования — аутосомно-доминантный. Генетическая основа — мутация гена CIAS1, расположенного на длинном плече 1-й хромосомы (1q44) и кодирующего белка криопирина (пурин-подобный белок преимущественно экспрессирующийся в лейкоцитах периферической крови). Данный белок является основной образуемого в клетке супрамолекулярного комплекса, называемого инфламмасомой, выполняющего функцию превращения pro-IL-1β (одного из основных провоспалительных цитокинов) в активную форму, а также принимающего участие в выполнении программы апоптоза. Холодовой аутовоспалительный синдром тесно связан с двумя другими синдромами: семейной холодовой крапивницы и мультисистемным воспалительным заболеванием неонатального возраста — фактически, все связаны с мутациями гена. В целом Синдром Макла — Уэльса относится к группе криопирин-связанных периодических синдромов (CAPS).

## Предположительный патогенез
Мутация в гене CIAS1 приводит к увеличению активности белка криопирин. Этот белок отвечает за реакцию организма на повреждение или инфекцию. В это время химическое вещество интерлейкин 1β вырабатывают иммунные клетки макрофаги. Это химическое вещество взаимодействует с рецептором на поверхности других клеток иммунной системы, они дают симптомы воспаления, такие как лихорадка, артрит и недомогание. Во время болезни, повышение активности криопирина приводит к увеличению интерлейкина 1β. Это приводит к воспалению во всём теле с соответствующими симптомами.

## Симптомы
Первые симптомы появляются после переохлаждения и переутомления через 1,5 — 2 часа: сыпь, жар (лихорадка).
В основном симптомы идут в такой последовательности:
1. Периодическая уртикарная сыпь
2. Жар (лихорадка)
3. Отёк суставов
4. Конъюнктивит
5. Лейкоцитоз
6. Потеря слуха (из-за атрофии слухового нерва)
7. Амилоидоз почек

Обычно смерть наступает из-за амилоидоза почек или остановки сердца.

## История открытия и исследования
Впервые болезнь была описана в 1962 году британскими исследователями Томасом Джеймсом Маклом (англ. Thomas James Muckle) и Майклом Верноном Уэльсом (англ. Michael Vernon Wells).
Макл и Уэльс описали семью из Дербишира, в которой крапивница, прогрессирующая перцептивная глухота и амилоидоз почек были объединены в преимущественно наследственный синдром. Новооткрытым заболеванием были затронуты пять поколений семьи. Вскрытие двух пациентов показало отсутствие Кортиева органа, атрофию улиткового нерва и амилоидную инфильтрацию почек. В 1969 году американский невролог Джозеф Ти. Блек (англ. Joseph T. Black) описал пораженных болезнью лиц в трех поколениях одной семьи и отметил боли в конечностях (артралгия), как один из симптомов.
Ревматолог Бертело и соавторы в 1994 году исследовали четыре поколения семьи, в которой у семи членов проявились различные признаки синдрома, связанные с биполярным афтозом (щечной и генитальной молочницей) в пяти случаях и цистинурию в одном, двое других родственников страдали от ихтиоза. Никаких признаков амилоидоза обнаружено не было.
В 1996 году исследователи сообщили о трех поколениях семьи, в которой три сестры страдали интермиттирующей (эпизодической) крапивницей, полиартралгией и периодическими болями в животе. У все троих наблюдавшихся диагностирована микрогематурия, но никаких доказательств амилоидоза почек. Микроскопическая гематурия была установлена также у их матери и дочери одной из них. Ни один из пациентов не имел признаков глухоты.
Гербиг с соавторами в 1998 году описали 21-летняя женщину и её отца, страдавших от Синдрома Макла — Уэльса, у наблюдаемых задокументированы повышенные сывороточные уровни ИЛ-6 во время вспышки крапивницы. Симптомы и высокий уровень ИЛ-6 показали циркадный паттерн у дочери. Её крапивница преимущественно локализовалась на туловище и конечностях, была незудящая, и, казалось, следовала «внутренним часам» начинаясь после полудня, достигая кульминации к позднему вечеру, и затем исчезая в течение ночи. Все это часто сопровождалось лихорадкой, ознобами, спазмом кожных мышц, общим недомоганием и болями в конечностях, симптомы, как правило, чаще всего фиксировались по понедельникам. Утром не было абсолютно никаких симптомов. Пациент не может определенно выделить факторы приводящие к этому за исключением усталости и перегрева вызванного солнечной погодой. В возрасте 7 лет аудиограмма показала умеренную нейросенсорную тугоухость, но родители отказались от дальнейших исследований, поскольку отец, страдавший от аналогичных симптомов и показывавший постоянно повышенную скорость оседания эритроцитов, напротив чувствовал себя совершенно здоровым.
Исследовательская группа Гербига также заявила, что только около 100 случаев синдрома совмещающего симптомы крапивницы глухоты и амилоидоза были зарегистрированы после описания синдрома Маклом и Уэльсом в 1962 году у 9 членов семьи из Дербишира. Они предположили, что некоторые из спорадических случаев, в частности вероятно, были смешаны с другими расстройствами, к примеру, синдромом CINCA (хронический детский кожно-артикулярно-неврологический синдром). Они также указали на спорадический случай, описанный Линке и соавторами в 1983 году в качестве вероятного примера к выдвинутой Маклом и Уэльсом конечной симптоматике синдрома.
Либерман и соавторы описали гистологические особенности поражения кожи в спорадическом случае синдрома Макла — Уэльса. Так пациент, 54-летний мужчина, имел бессимптомные, затухающие очаги высыпаний начиная с возраста 2 месяцев, часто сопровождавшиеся ознобом, артралгией и на поздних стадиях — болями в нижних конечностях. Его детство было осложнено стойкими лимфаденопатией, гепатоспленомегалией, отеком диска зрительного нерва, анемией, «подагрическими» артритами и увеличением скорости оседания эритроцитов без видимой причины. В возрасте 19 лет перцептивная тугоухость привела к необходимости ношения двухсторонних слуховых аппаратов, кроме того был прописан курс антибиотиков против почечной инфекции. В период с 20 до 40 лет у него было несколько эпизодов культуро-отрицательного эозинофильного менингита с комой или судорогами. Установлено, что это была частичная реакция на кортикостероиды, и следовательно, исследователи предположили васкулит центральной нервной системы. Мозговая биопсия показала хронический менингит с васкулярной астроглиальной реакцией без васкулита. В период с 30 до 50 лет он страдал рецидивными болями в животе, обильным поносом и нефротическим синдромом, требующим перитонеального диализа. Ректальная и почечная биопсии показали амилоидные отложения. В возрасте 50 лет ему была сделана двухсторонняя трансплантация роговицы по причине ленточной кератопатии (кальцификации роговицы). В возрасте 54 лет, несмотря на противовоспалительную терапию, в том числе преднизолоном, азатиоприном и циклоспорином, его состояние постепенно ухудшилось, и он умер во время гипотензивного эпизода. Семейный анамнез был отрицательным для того что бы сделать вывод о соответствии симптомам синдрома Макла — Уэльса. Диагноз синдром Макла — Уэльса был поставлен лишь незадолго до смерти пациента.

## Диагностика
В клинической практике отмечаются приступы лихорадки, сопровождающиеся артралгией, уртикарной сыпью (без зуда), явлениями конъюнктивита, реже — микрогематурия, лимфаденопатия, гепатоспленомегалия, боли в животе. Иногда встречаются другие симптомы, характерные для родственных синдромов CAPS: реакция на холод, неврологические проявления (галлюцинации). У больных выявляют положительный тест ревматических розеток, увеличение содержания IgG и IgA, повышение СОЭ, лейкоцитоз. При лабораторном исследовании во время приступа определяется повышение С-реактивного белка, лейкоцитоз. Прогноз определяется глухотой, развивающейся вследствие атрофии слухового нерва, симптомами прогрессирующего мультиорганного амилоидоза АА типа.

## Лечение
- Анакинра (МНН, торговое наименование — Кинерет), рекомбинантный антагонист рецептора ИЛ-1Р. Назначение этого препарата больным приводит к исчезновению воспалительных симптомов уже через день после начала лечения, может привести к улучшению слуха[14]; также иногда применяются стероиды в высоких дозах.
- Рилонацепт[англ.] (МНН, также известный как IL-1 Trap, торговое название — Аркалист), ингибитор интерлейкина-1, димерный гибридный белок для лечения CAPS.
- Канакинумаб[англ.] (МНН, торговое название — Иларис), человеческие моноклональные антитела направленные против интерлейкина-1β.

## В популярной культуре
В 14 серии 7 сезона телесериала «Доктор Хаус» с этим синдромом обратился пациент.